# Карнот-Мун (Пенсільванія)
Карнот-Мун (англ. Carnot-Moon) — переписна місцевість (CDP) в США, в окрузі Аллегені штату Пенсільванія. Населення — 13 151 особа (2020).

## Географія
Карнот-Мун розташований за координатами 40°31′7″ пн. ш. 80°13′4″ зх. д. / 40.51861° пн. ш. 80.21778° зх. д. (40.518704, -80.217760).  За даними Бюро перепису населення США в 2010 році переписна місцевість мала площу 15,49 км², уся площа — суходіл.

## Демографія
Згідно з переписом 2010 року, у переписній місцевості мешкали 11 372 особи в 4784 домогосподарствах у складі 2541 родини. Густота населення становила 734 особи/км².  Було 5354 помешкання (346/км²).
Расовий склад населення:
| - 86,8 % — білих - 6,4 % — чорних або афроамериканців - 3,5 % — азіатів - 0,1 % — корінних американців - 1,2 % — осіб інших рас |

До двох чи більше рас належало 2,0 %. Частка іспаномовних становила 2,5 % від усіх жителів.
За віковим діапазоном населення розподілялося таким чином: 17,1 % — особи молодші 18 років, 70,0 % — особи у віці 18—64 років, 12,9 % — особи у віці 65 років та старші. Медіана віку мешканця становила 34,5 року. На 100 осіб жіночої статі у переписній місцевості припадало 102,5 чоловіків;  на 100 жінок у віці від 18 років та старших — 103,7 чоловіків також старших 18 років.
Середній дохід на одне домашнє господарство  становив 72 995 доларів США (медіана — 57 639), а середній дохід на одну сім'ю — 92 497 доларів (медіана — 83 144). Медіана доходів становила 57 860 доларів для чоловіків та 41 791 долар для жінок. За межею бідності перебувало 12,5 % осіб, у тому числі 11,9 % дітей у віці до 18 років та 7,5 % осіб у віці 65 років та старших.
Цивільне працевлаштоване населення становило 7094 особи. Основні галузі зайнятості: освіта, охорона здоров'я та соціальна допомога — 18,9 %, мистецтво, розваги та відпочинок — 13,9 %, науковці, спеціалісти, менеджери — 13,5 %.